# Madame Raquin
Madame Raquin é uma personagem fictícia do romance Thérèse Raquin, criada por Émile Zola, e é notável por ser a personagem que detém as características opostas ao naturalismo, servindo para eliminar a animalização humana segundo o próprio autor. O escritor naturalista utilizou Madame para demonstrar que o darwinismo social presente por Thérèse deve ser eliminado de alguma maneira e o homem sempre terá alguma virtude.
Madame Raquin, na obra, é mãe de Camille Raquin, par-romântico de Thérèse Raquin, o qual é morto pela esposa para ela poder se relacionar com outros homens sem ser descoberta. Madame é a responsável pelo desfecho: após Thérèse assassinar vários homens em busca de desejos sexuais, ela descobre o verdadeiro motivo da morte do filho e mata a nora.

## Aparições
- Jeanne Marie-Laurent - Madame em Thérèse Raquin (1928)
- Maria Pia Casilio - Madame em Thérèse Raquin (1953)
- Diana Soviero - Madame em Thérèse Raquin (2001)
- Debra Monk - Madame em Thou Shalt Not (2001)
- Hae-sook Kim - Lady Ra em Bakjwi (2009)
- Jessica Lange - Madame em In Secret (2013)